# Cameron Mason
Cameron Mason, nome d'arte di Rick Maurice Mason (Denver, 8 dicembre 1949), è un ballerino, cantante e attore statunitense.
Debuttò a Broadway nel 1973, nel revival del musical The Pajama Game e nel 1974 ha recitato in The Boy Friend. Nel 1985 ha recitato nella prima produzione dell'Off Broadway e di Broadway del musical A Chorus Line; inizialmente recitava nel ruolo di Mark, ma rimase nel musical per circa due anni, recitando anche nei ruoli di Rick, Mark e Larry. Dopo il successo di A Chorus Line, Mason si trasferì a Phoenix, dove fondò un'impresa di pulizia.